# Aphanotropis saxicola
Aphanotropis saxicola är en bladmossart som beskrevs av Theodor Carl Karl Julius Herzog. Aphanotropis saxicola ingår i släktet Aphanotropis och familjen Lejeuneaceae. Inga underarter finns listade i Catalogue of Life.